# Imiprothrin
Imiprothrin ist ein synthetisches Pyrethroid, welches vor allem als Insektizid zum Einsatz kommt.
Es wurde 1996 von der Firma Sumitomo in den Handel gebracht.

## Stereochemie
Imiprothrin wird als Gemisch der zwei Diastereomeren (1R,3S) und (1R,3R) im Verhältnis 20:80 eingesetzt.

## Eigenschaften
Imiprothrin hat einen Flammpunkt von 110 °C.

## Verwendung
Imiprothrin wird überwiegend als Kontaktgift gegen Spinnen und kriechende Insekten wie Ameisen, Silberfische, Schaben, Grillen und Kakerlaken eingesetzt. Es wirkt bei den Tieren auf die Nerven ein, was zu einem schnellen immobilisierenden Effekt und nach kurzer Zeit zum Versterben führt.

## Toxizität
Imiprothrin weist eine geringe Toxizität für Säugetiere auf. Dabei liegt die orale LD50 bei über 1800 mg/kg für männliche Ratten und über 900 mg/kg für weibliche Ratten; die akute dermale LD50 (24 h) für männliche und weibliche Ratten liegt bei über 2000 mg/kg. Imiprothrin ist allerdings hochgradig schädlich und sehr giftig für Fische und andere Wasserorganismen mit langfristiger Wirkung.

## Zulassung
In Deutschland ist Imiprothrin derzeit als Biozid, Produktart 18 (Insektizide, Akarizide und Produkte gegen andere Arthropoden), bis zum Jahr 2029 zugelassen.

## Handelsnamen
- Raid Ameisen-Spray, Bayer Blattanex Spezial-Spray, Bayer Garten Spezial-Spray